# Поверхность Иноуэ
Поверхность Иноуэ — это некоторые комплексные поверхности Кодайры класса VII. Поверхности названы именем Масахита Иноуэ, который привёл первые нетривиальные примеры поверхностей Кодайры класса VII в 1974.
Поверхности Иноуэ  не являются кэлеровыми многообразиями.

## Поверхности Иноуэ сb2= 0
Иноуэ привёл три семейства поверхностей, S0,
S+ и S−, которые являются компактными факторами {\displaystyle {\mathbb {C} }\times H} (произведения комплексной плоскости на полуплоскость). Эти поверхности Иноуэ являются разрешимыми многообразиями. Они получаются как фактор {\displaystyle {\mathbb {C} }\times H} по разрешимой дискретной группе, которая действует голоморфно на {\displaystyle {\mathbb {C} }\times H}.
Все разрешимые поверхности, которые построил Иноуэ, имеют второе число Бетти {\displaystyle b_{2}=0}.  Эти поверхности являются поверхностями Кодайры класса VII, что означает, что для них {\displaystyle b_{1}=1} и размерность Кодайры равна {\displaystyle -\infty }. Как доказали Богомолов, Ли-Яу и Телеман, любая поверхностями класса VII с b2 = 0 является поверхностью Хопфа или разрешимым многообразием иноуэвого типа.
Эти поверхности не имеют мероморфных функций, а также кривых.
К. Хасегава привёл список всех комплексных двумерных разрешимых многообразий. Это комплексный тор, гиперэллиптическая поверхность, поверхность Кодайры и поверхности Иноуэ S0, S+ и S−.
Поверхности Иноуэ строятся явным образом, как описано ниже.

### Поверхности типаS0
Пусть {\displaystyle \phi } будет целочисленной 3 × 3 матрицей с двумя комплексными собственными значениями {\displaystyle \alpha ,{\bar {\alpha }}} и вещественным собственным значением c>1, при этом {\displaystyle |\alpha |^{2}c=1}. Тогда {\displaystyle \phi } обратима в целых числах и определяет действие группы {\displaystyle {\mathbb {Z} }} целых чисел на {\displaystyle {\mathbb {Z} }^{3}}. Пусть {\displaystyle \Gamma :={\mathbb {Z} }^{3}\rtimes {\mathbb {Z} }}.
Эта группа является решёткой в разрешимой группе Ли
{\displaystyle {\mathbb {R} }^{3}\rtimes {\mathbb {R} }=({\mathbb {C} }\times {\mathbb {R} })\rtimes {\mathbb {R} }},
действующей на {\displaystyle {\mathbb {C} }\times {\mathbb {R} }}, при этом группа действует на {\displaystyle ({\mathbb {C} }\times {\mathbb {R} })}-часть путём переносов, а на {\displaystyle \rtimes {\mathbb {R} }}-часть как {\displaystyle (z,r)\mapsto (\alpha ^{t}z,c^{t}r)}.
Мы расширяем это действие на {\displaystyle {\mathbb {C} }\times H={\mathbb {C} }\times {\mathbb {R} }\times {\mathbb {R} }^{>0}}, положив {\displaystyle v\mapsto e^{\log ct}v}, где t — параметр {\displaystyle \rtimes {\mathbb {R} }}-части группы {\displaystyle {\mathbb {R} }^{3}\rtimes {\mathbb {R} }}. Действие тривиально на факторе {\displaystyle {\mathbb {R} }^{3}} по {\displaystyle {\mathbb {R} }^{>0}}. Это действие заведомо голоморфно и фактор {\displaystyle {\mathbb {C} }\times H/\Gamma } называется поверхностью Иноуэ типа S0.
Поверхность Иноуэ S0 определяется выбором целочисленной матрицы {\displaystyle \phi }, с вышеуказанными ограничениями. Существует счётное количество таких поверхностей.

### Поверхности типаS+
Пусть n — положительное целое число, а {\displaystyle \Lambda _{n}} — группа верхних треугольных матриц 
{\displaystyle {\begin{bmatrix}1&x&{\frac {z}{n}}\\0&1&y\\0&0&1\end{bmatrix}},},
где x, y, z — целые числа. Рассмотрим автоморфизм {\displaystyle \Lambda _{n}}, который обозначим {\displaystyle \phi }. Фактор группы {\displaystyle \Lambda _{n}} по её центру C — это {\displaystyle {\mathbb {Z} }^{2}}. Предположим, что {\displaystyle \phi } действует на {\displaystyle \Lambda _{n}/C={\mathbb {Z} }^{2}} как матрица с двумя положительными вещественными собственными значениями a, b, при этом  ab = 1.
Рассмотрим разрешимую группу {\displaystyle \Gamma _{n}:=\Lambda _{n}\rtimes {\mathbb {Z} }}, с {\displaystyle {\mathbb {Z} }}, действующей на {\displaystyle \Lambda _{n}}, как {\displaystyle \phi }. Отождествляя группу верхних треугольных матриц с {\displaystyle {\mathbb {R} }^{3}}, мы получим действие {\displaystyle \Gamma _{n}} на {\displaystyle {\mathbb {R} }^{3}={\mathbb {C} }\times {\mathbb {R} }}.
Определим действие  {\displaystyle \Gamma _{n}} на {\displaystyle {\mathbb {C} }\times H={\mathbb {C} }\times {\mathbb {R} }\times {\mathbb {R} }^{>0}} с {\displaystyle \Lambda _{n}} действующим тривиально на
{\displaystyle {\mathbb {R} }^{>0}}-часть и {\displaystyle {\mathbb {Z} }} действует как {\displaystyle v\mapsto e^{t\log b}v}.
Те же аргументы, что и для поверхностей Иноуэ типа {\displaystyle S^{0}}, показывают, что это действие голоморфно. Фактор {\displaystyle {\mathbb {C} }\times H/\Gamma _{n}}называется поверхностью Иноуэ типа {\displaystyle S^{+}}.

### Поверхности типаS−
Поверхности Иноуэ типа {\displaystyle S^{-}} определяются тем же способом, что и  S+, однако два собственных значения a, b автоморфизма {\displaystyle \phi }, действующего на {\displaystyle {\mathbb {Z} }^{2}}, имеют противоположные знаки и выполняется равенство ab = −1. Поскольку квадрат такого эндоморфизма определяет поверхность Иноуэ типа S+, поверхность Иноуэ типа S− имеет неразветвлённое двойное покрытие типа  S+.

## Параболические и гиперболические поверхности Иноуэ
Параболические и гиперболические поверхности Иноуэ являются поверхностями Кодайры класса VII, которые определил Ику Накамура в 1984. Они не являются разрешимыми многообразиями. Эти поверхности имеют положительное второе число Бетти.
Поверхности имеют сферические оболочки и могут быть деформированы в раздутие поверхности Хопфа.
Параболические поверхности Иноуэ содержат цикл рациональных кривых с 0 самопересечений и эллиптическую кривую. Они являются частным случаем поверхностей Эноки, имеющих цикл рациональных кривых с нулём самопересечений, но без эллиптической кривой. Полуповерхность Иноуэ содержит цикл C рациональных кривых и является фактором гиперболической поверхности Иноуэ с двумя циклами рациональных кривых. 
Гиперболические  поверхности Иноуэ являются поверхностями класса VII0 с двумя циклами рациональных кривых.